# Винтон, Фрэнсис де
Сэр Фрэнсис Уолтер де Винтон (англ. Francis de Winton; 21 июня 1835, Питсфорд , Нортгемптоншир, Великобритания — 16 декабря 1901, Брекнокшир, Великобритания) — британский и бельгийский государственный, дипломатический и военный деятель, колониальный чиновник, генерал-губернатор Свободного государства Конго (1 июля 1885 — апрель 1886), юрист. генерал-майор. Доктор права Кембриджского университета.

## Биография
После окончания Королевской военной академии в Вулидже с 1854 года служил в Королевской артиллерии. Участник Крымской войны, отличился при осаде Севастополя (1854—1855).
Позже служил в Британской Северной Америке и Гибралтаре, с 1877 по 1878 год работал военным атташе в Константинополе. С 1878 по 1883 год был секретарём Кэмбелла, генерал-губернатора Канады.
Позже, занимал ряд административных должностей в нескольких африканских колониях. В 1884—1885 годах — Генеральный администратор Свободного государства Конго. В 1885—1886 годах — генерал-губернатор Свободного государства Конго.
В 1887 году командовал британской экспедицией против народа йони в Сьерра-Леоне (Западная Африка).
В 1889 году был направлен британским правительством в качестве комиссара в Свазиленд. В мае 1890 года вышел в отставку из армии в звании генерал-майора, был назначен губернатором владений Имперской Британской Восточно-Африканской компании, но уже в июне 1891 года подал в отставку.
С 1888 по 1889 год был почётным секретарём Королевского географического общества.